# 三浦綾子
三浦 綾子（みうら あやこ、1922年4月25日 - 1999年10月12日）は、日本の作家。北海道旭川市出身。旧姓：堀田。結核の闘病中に洗礼を受けた後、創作に専念する。故郷である北海道旭川市に三浦綾子記念文学館がある。

## 経歴
堀田鉄治とキサの第五子として北海道旭川市4条16丁目左2号に生まれる。両親と九人兄弟姉妹と共に生活した。大成小学校卒業。1935年に妹の陽子が夭逝する。1939年、旭川市立高等女学校卒業。その後歌志内町・旭川市で7年間小学校教員を務めたが、終戦によりそれまでの国家のあり方や、自らも関わった軍国主義教育に疑問を抱き、1946年に退職。この頃、肺結核を発病する。1948年、北大医学部を結核で休学中の幼なじみ、前川正に再会し、文通を開始。敬虔なクリスチャンであった前川は、綾子にキリスト教や短歌など多大な影響を与えた。1949年から1961年にかけて「アララギ」の土屋文明選歌欄に投稿し、口語短歌に積極的に取り組んだ。1952年に結核の闘病中に小野村林蔵牧師より洗礼を受ける。1954年、前川死去。1959年に旭川営林局勤務の三浦光世と結婚。光世は後に、綾子の創作の口述筆記に専念する。
1961年、『主婦の友』募集の第1回「婦人の書いた実話」に「林田 律子」名義で『太陽は再び没せず』を投稿し入選。翌年、『主婦の友』新年号に「愛の記録」入選作として掲載される。
1963年、朝日新聞社による大阪本社創刊85年・東京本社75周年記念の1000万円（当時の1000万円は莫大な金額であった）懸賞小説公募に、小説『氷点』を投稿。これに入選し、1964年12月9日より朝日新聞朝刊に『氷点』の連載を開始する。
この『氷点』は、1965年に朝日新聞社より出版され、71万部の売り上げを記録。大ベストセラーとなり、1966年には映画化された（監督：山本薩夫、出演：若尾文子）。また数度にわたりラジオドラマ・テレビドラマ化されている。ちなみに、日本テレビ系番組『笑点』(1966年5月放送開始）は、このころベストセラーであった『氷点』から題名を取ったと言われる。
1994年、北海道新聞文化賞受賞。1996年、北海道文化賞受賞。
結核、脊椎カリエス、心臓発作、帯状疱疹、直腸癌、パーキンソン病など度重なる病魔に苦しみながら、1999年10月12日に多臓器不全により77歳で亡くなるまでクリスチャン（プロテスタント）としての信仰に根ざした著作を次々と発表。クリスチャン作家、音楽家の多くが彼女の影響を受けている（例えば、横山未来子、椎名林檎など）。没後の同年11月、光世と共にキリスト教功労者を受賞した。
2014年、代表作『氷点』の連載開始50周年を記念して、三浦綾子文学賞が実施された。
2014年10月に三浦光世が死去し、その遺言により夫妻が生活していた自宅は三浦綾子記念文化財団に寄贈された。2016年2月、三浦綾子記念文化財団は三浦家家屋検討委員会を設置して自宅の保存と活用を協議したが、現地保存は維持管理や費用面から難しく、全面移築にも多額の費用がかかるため、書斎などを三浦綾子記念文学館に移築して保存することとなった。これとは別に、1961年から1971年まで暮らした旧宅の一部が和寒町に1999年に移築され、塩狩峠記念館として公開されている。

## エピソード
将棋を愛好していたため、2001年より出身地旭川にて三浦綾子記念こども将棋大会が行われている。好んだお菓子は、さっぽろ製菓の札幌名物沖縄饅頭（冷凍して保存しておくほど購入）や、森永製菓のビスケット・MARIEに無塩バターを塗ったもの等。染織工芸家の木内綾とは出身地が同じということもあって家族ぐるみで多年の親交があり、名前の『綾』が共通することから「東の綾に西の綾」と呼ばれていた。三浦は木内から贈られた優佳良織（ゆうからおり）の着物を内外問わずいつも着ており、かえって木内に間違えられたこともあるという。
夫となった三浦光世は、肺結核で亡くなった幼馴染みの前川と非常に容貌が似ていた。死んだはずの前川が生き返って目の前に現れたかと思うほど驚いたという。このエピソードは、自伝『道ありき』に詳しい。

## 著作

### 長編小説
- 『氷点』朝日新聞社
  - 『氷点』1965 のち文庫、角川文庫
  - 『続・氷点』1971 のち文庫、角川文庫（文庫版上巻:ISBN 4041437059, 下巻:ISBN 4041437067）
    - フィンランド語版はツルネン・マルテイが翻訳をした。
- 『ひつじが丘』主婦の友社 1966 のち講談社文庫
- 『積木の箱』朝日新聞社 1968 のち文庫、新潮文庫
- 『塩狩峠』新潮社 1968 のち文庫(文庫版:ISBN 4101162018)
  - 英語版は"Shiokari Pass"として翻訳/出版されている。
- 『道ありき』主婦の友社
  - 『道ありき わが青春の記』1969 のち新潮文庫（『道ありき 青春編』）
  - 『この土の器をも わが結婚の記』1970 のち新潮文庫（『この土の器をも　道ありき 第二部 結婚編』）
  - 『光あるうちに 信仰入門編』1971 のち新潮文庫（『光あるうちに　道ありき 第三部 信仰入門編』）
- 『裁きの家』集英社 1970 のち文庫
- 『自我の構図』光文社 1972 のち講談社文庫
- 『帰りこぬ風』主婦の友社 1972 のち新潮文庫
- 『残像 愛なくばすべてはむなしきものを』集英社 1973 のち文庫
- 『石ころのうた』角川書店 1974  のち文庫
- 『細川ガラシャ夫人』主婦の友社 1975 のち新潮文庫
- 『天北原野』朝日新聞社 1976 のち文庫、新潮文庫（文庫版上巻:ISBN 4101162123, 下巻:ISBN 4101162131）
- 『石の森』集英社 1976年4月25日[12] のち文庫。1975年2月～1976年2月、月刊「セブンティーン」に連載
- 『泥流地帯』新潮社
  - 『泥流地帯』1977 のち文庫 (文庫版:ISBN 4101162069)
  - 『続・泥流地帯』1979 のち文庫 (文庫版:ISBN 4101162077)
- 『果て遠き丘』集英社 1977 のち文庫
- 『広き迷路』主婦の友社 1977 のち新潮文庫
- 『岩に立つ ある棟梁の半生』講談社 1979 のち文庫
- 『千利休とその妻たち』主婦の友社 1980 のち新潮文庫
- 『海嶺』朝日新聞社 1981 のち文庫、角川文庫
- 『青い棘』学習研究社 1982 のち講談社文庫
- 『愛の鬼才 西村久蔵の歩んだ道』新潮社 1983 のち文庫
- 『水なき雲』中央公論社 1983 のち文庫
- 『嵐吹く時も』主婦の友社 1986 のち新潮文庫
- 『雪のアルバム』小学館 1986 のちライブラリー、文庫
- 『草のうた』角川書店 1986 のち文庫
- 『夕あり朝あり』新潮社 1987 のち文庫（五十嵐健治の伝記小説）
- 『ちいろば先生物語』朝日新聞社 1987 のち文庫、集英社文庫
- 『あのポプラの上が空』講談社 1989年9月22日 第一刷発行　のち文庫
- 『われ弱ければ 矢嶋楫子伝』小学館 1989 のちライブラリー、文庫
- 『母』角川書店 1992 のち文庫
- 『夢幾夜』角川文庫 1993
- 『銃口』小学館 1994 のち文庫
- 『命ある限り』角川書店 1996 のち文庫
- 『雨はあした晴れるだろう』北海道新聞社 1998 のち角川文庫

### 短編小説
- 『病めるときも』朝日新聞社 1969 のち文庫、角川文庫
- 『死の彼方までも』光文社 1973  のち講談社文庫
- 『毒麦の季』光文社 1978 のち講談社文庫 - 1993年のドラマ「喪失」の原作短編所収（関西テレビ 特選!黒のサスペンス枠で放送）

### 随筆・その他
- 『愛すること信ずること 夫婦の幸福のために』講談社 1967  のち文庫
- 『あさっての風 あなたと共に考える人生論』角川書店 1972 のち文庫
- 『生きること思うこと わたしの信仰雑話』主婦の友社 1972  のち新潮文庫
- 『旧約聖書入門 光と愛を求めて』光文社(カッパ・ブックス) 1974 のち文庫
- 『新約聖書入門 心の糧を求める人へ』光文社(カッパ・ブックス) 1977 のち文庫
- 『天の梯子』主婦の友社 1978 のち集英社文庫
- 『孤独のとなり』角川書店 1979 のち文庫
- 『イエス・キリストの生涯』講談社 1981 のち文庫
- 『わが青春に出会った本』主婦の友社 1982 のち新潮文庫
- 『泉への招待』日本基督教団出版局 1983 のち光文社文庫
- 『藍色の便箋』小学館 1983 のちライブラリー、文庫
- 『北国日記』主婦の友社 1984 のち集英社文庫
- 『ナナカマドの街から』北海道新聞社 1985 のち角川文庫
- 『白き冬日 短歌に寄せて』学習研究社 1985 のち講談社文庫
- 『聖書に見る人間の罪 暗黒に光を求めて』光文社 カッパ・ブックス 1986 のち文庫
- 『小さな郵便車』角川書店 1988  のち文庫
- 『私の赤い手帖から 忘れえぬ言葉』小学館 1988 のちライブラリー、文庫
- 『それでも明日は来る』主婦の友社 1989 のち新潮文庫
- 『あなたへの囁き 愛の名言集』角川書店 1989 のち文庫
- 『生かされてある日々』日本基督教団出版局 1989 のち新潮文庫
- 『心のある家』講談社 1991  のち文庫
- 『風はいずこより』いのちのことば社 1991 のち集英社文庫
- 『明日のあなたへ 愛するとは許すこと』主婦と生活社 1993 のち角川文庫
- 『この病をも賜ものとして 生かされてある日々2』日本基督教団出版局 1994 のち角川文庫
- 『小さな一歩から』講談社 1994 のち文庫
- 『難病日記』主婦の友社 1995 のち角川文庫
- 『新しき鍵 私の幸福論』光文社 1995 のち文庫
- 『希望、明日へ 対談集』北海道新聞社 1995
- 『愛すること生きること』光文社 1997 「なくてならぬもの」文庫
- 『さまざまな愛のかたち』ほるぷ出版 1997
- 『ひかりと愛といのち』岩波書店 1998
- 『言葉の花束 愛といのちの770章』講談社 1998 のち文庫
- 『明日をうたう 命ある限り』角川書店 1999 のち文庫
- 『三浦綾子対話集』全4巻 旬報社 1999
- 『いとしい時間 三浦綾子愛の歌集』小学館 2000
- 『遺された言葉』講談社 2000  のち文庫
- 『人間の原点 苦難を希望に変える言葉』PHP研究所 2001
- 『永遠のことば』主婦の友社、角川書店 2001
- 『まっかなまっかな木』北海道新聞社 2002
- 『私にとって書くということ』日本キリスト教団出版局 2002
- 『愛と信仰に生きる』日本キリスト教団出版局 2003
- 『丘の上の邂逅』小学館 2012（のち文庫）
- 『ごめんなさいといえる』小学館 2014（単行本未収録の作品を集めたエッセイ集）
- 『平凡な日常を切り捨てずに深く大切に生きること-信仰エッセイ撰』いのちのことば社 2022

### 共著
- 『生命に刻まれし愛のかたみ』前川正共著 講談社 1973 のち新潮文庫
- 『愛に遠くあれど 夫と妻の対話』三浦光世 講談社 1973  のち文庫
- 『太陽はいつも雲の上に　～妻・三浦綾子と歩んだ４０年～』三浦光世共著 主婦の友社 1974 のち講談社文庫
- 『銀色のあしあと』対談星野富弘 いのちのことば社 1988 のち講談社文庫
- 『キリスト教・祈りのかたち 三浦綾子vs.ひろさちや対談集』主婦の友社 1994
- 『夕映えの旅人 生かされてある日々 3』三浦光世 日本基督教団出版局 2000
- 『「お陰さまで」三浦綾子さん100通の手紙』久保田暁一著  小学館文庫 2001
- 『綾子・光世愛つむいで』三浦光世 北海道新聞社 2003

## 全集
朝日新聞社
- 『三浦綾子作品集』全18巻 1983-84

主婦の友社
- 『三浦綾子全集』全20巻 1991-93

主婦の友社、角川書店
- 『三浦綾子小説選集』全8巻 2000-01

小学館
- 『三浦綾子電子全集』全80作品、91点 2012-2013

## 伝記
- 高野斗志美『評伝三浦綾子 ある魂の軌跡』旭川振興公社 旭川叢書 2001
- 三浦光世『三浦綾子創作秘話 綾子の小説と私』主婦の友社 2001
- 三浦光世『妻三浦綾子と生きた四十年』海竜社 2002
- 岡野裕行『三浦綾子 人と文学』勉誠出版 日本の作家100人 2005
- 村田和子『三浦綾子の生涯　堀田綾子から三浦綾子へ』未知谷 2023

## 関連書籍
- 『三浦綾子の世界 心を詩う作家』佐古純一郎編 主婦の友社 1977
- 水谷昭夫『燃える花なれど 三浦綾子の生涯と文芸』新教出版社 1986
- 久保田暁一『愛と証しの文学 三浦綾子の人と作品 文芸評論』だるま書房 1989
- 水谷昭夫『三浦綾子-愛と祈りの文芸』主婦の友社 1989
- 佐古純一郎『三浦綾子のこころ』朝文社 1989
- 『三浦綾子-文学アルバム』主婦の友社 1991
- 『三浦綾子文学アルバム 幼な児のごとく』北海道新聞社 1994
- 黒古一夫『三浦綾子論 「愛」と「生きること」の意味』小学館 1994
- 久保田暁一『三浦綾子の世界 その人と作品』和泉書院 1996
- 『三浦綾子 いのちへの愛』北海道文学館編 北海道新聞社 1998
- 『永遠に 三浦綾子写真集』後山一朗写真 北海道新聞社 1999
- 上出恵子『三浦綾子研究』双文社出版 2001
- 岡野裕行『三浦綾子書誌』黒古一夫監修 勉誠出版 2003
- 荒木正見編著『三浦綾子の癒し 人間学的比較研究』中川書店 2004
- 宮嶋裕子『三浦家の居間で 三浦綾子-その生き方にふれて』マナブックス 2004
- 佐藤将寛『「銃口」を読む 綴方事件とそのモデルたち 三浦綾子最後の小説』柏艪舎 2006
- 宮嶋裕子『神さまに用いられた人三浦綾子』教文館 2007
- 小田島本有『三浦綾子論 その現代的意義』柏艪舎 2022
- 三浦綾子記念文学館監修『愛は忍ぶ・三浦綾子物語-挫折が拓いた人生』日本基督教団出版局 2022
- 竹林一志『三浦綾子文学の本質と諸相』新典社 2022